# Hình lập phương đơn vị

Hình lập phương đơn vị

Một hình lập phương đơn vị, chính xác hơn là một hình lập phương 1, là một khối lập phương có các cạnh là 1 đơn vị dài. Thể tích của khối lập phương 3 chiều là 1 đơn vị khối, và tổng diện tích bề mặt của nó là 6 hình vuông đơn vị.

## Đơn vị siêu khối
Thuật ngữ hình lập phương đơn vị hay siêu khối đơn vị cùng được sử dụng cho siêu khối, hoặc "lập thể" trong không gian n-chiều, cho các giá trị n khác với 3 và chiều dài 1 cạnh.
Đôi khi thuật ngữ "khối lập phương đơn vị" dùng trong cụ thể để thiết lập [0, 1]n của tất cả n-hàng của con số trong khoảng [0, 1].
Chiều dài của đường chéo của một đơn vị hypercube của n kích thước là {\displaystyle }các bậc của n và chiều dài (Euclide) của véc tơ (1,1,1,....1,1) trong không gian n-chiều.